# Tracy Edwards

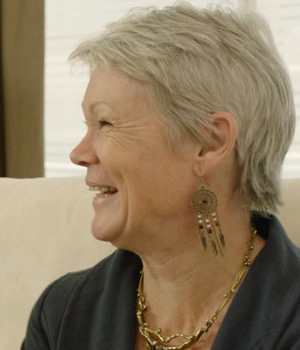
Tracy Edwards (2017)

Tracy Edwards (* 2. September 1962 in Pangbourne) ist eine britische Yachtseglerin.  Sie war Skipperin der Yacht „Maiden“, welche 1989 erstmals mit einer kompletten Frauencrew am Whitbread Round the World Yacht Race teilgenommen hat. Im Anschluss der Regatta wurde sie als erste Frau mit der britischen „Yachtsman of the Year Trophy“ ausgezeichnet. Edwards hat zwei Bücher über ihre Erlebnisse geschrieben und die Geschichte der „Maiden“ wurde als Dokumentarfilm verfilmt.

## Biografie
Tracy Edwards verbrachte hat ihre Kindheit in Pangbourne, England. Als Edwards zehn Jahre alt war, starb ihr Vater an einem Herzinfarkt, womit die junge Edwards schwer zu kämpfen hatte. Kurz darauf zog die Familie nach Wales und Edwards hatte zunehmend Konflikte mit ihrem Stiefvater. Ihr aufrührerisches Verhalten zeigte sich ebenso in der Schule, wo sie mehrere Verweise erhielt. Nachdem Edwards mit 16 Jahren von der Schule verwiesen wurde, startete sie eine Rucksacktour durch Europa. Schließlich heuerte sie als Stewardess auf der Yacht „Piraeus“ an. Dies war ihr erster Kontakt zum Segelsport.
Nach einer Atlantiküberquerung, stoppte die Crew in den Vereinigten Staaten, wo sie auf König Hussein I. von Jordanien traf. Edwards knüpfte Kontakt mit dem König und dieser ermutigte sie, ihre Segelträume zu verfolgen. Später half König Hussein I. Edwards ihr Projekt der Teilnahme am Whitbread Round the World Yacht Race zu finanzieren.
1985–1986 nahm Edwards erstmals am Whitbread Round the World Yacht Race teil. Im männerdominierten Profisegelsport fand sie keine Crew, welche sie als Seglerin an Bord aufnehmen wollte. Schließlich heuerte sie als Köchin beim Team Atlantic Privateer an. Während der Regatta vermisste Edwards jedoch die sportliche Beteiligung ihrerseits und begann die Planung einer eigenen Teilnahme am Whitbread Round the World Yacht Race. Aus Frustration aufgrund ihrer eigenen Erfahrung, plante sie eine komplette Frauencrew aufzustellen.
Nach zäher Finanzierungsphase und jahrelanger Vorbereitung startete die Yacht „Maiden“ beim fünften Whitbread Round the World Yacht Race. Das Frauenteam wurde von den Medien und den anderen Teams belächelt: Es liefen unzählige Wetten, ob „Maiden“ es überhaupt ins Ziel der ersten Etappe schaffen würde. Während der Regatta zeigt sich die Crew aber zunehmend als ernstzunehmender Mitstreiter und die „Maiden“ gewann sogar die härteste Etappe im Südlichen Ozean.
Die Unterstützung an Land wuchs und die „Maiden“ wurde bei der Rückkehr in Großbritannien mit viel Applaus empfangen. Die Crew um Tracy Edwards erzielte den zweiten Rang in der Bootsklasse und konnte zwei von sechs Etappen für sich entscheiden.
Tracy Edwards war als Skipperin und Navigatorin auf der Yacht tätig.

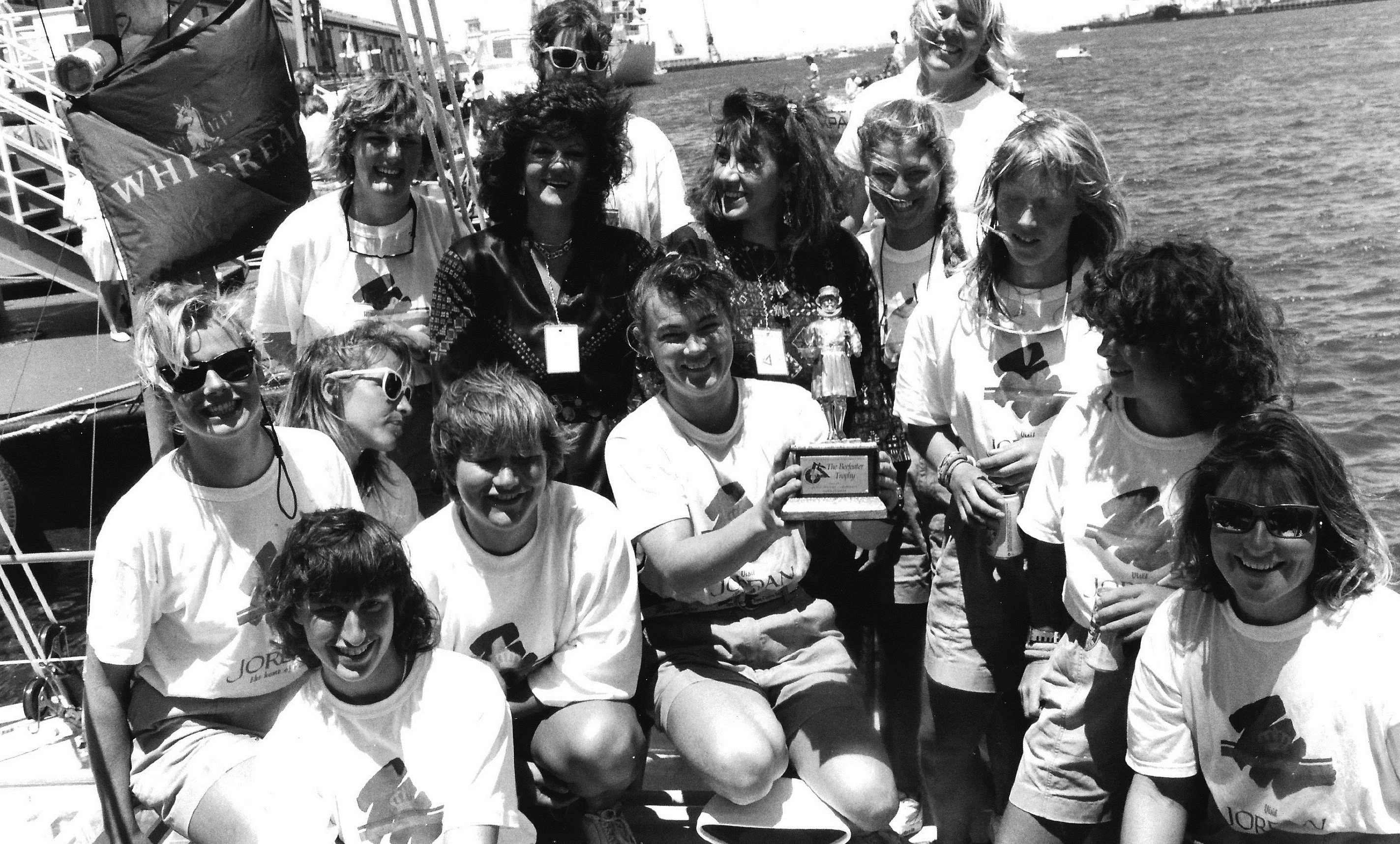
Tracy Edwards (Mitte) zeigt die Beefeater Trophy (1990)

## Auszeichnungen
- 1990: Yachtsman of the Year award als erste Frau überhaupt
- 1990: Member of the Order of the British Empire[1]

## Filmografie
- 2018: Maiden (Dokumentarfilm)
- 2019: Home & Family (TV-Serie)
- 2019: Great Day Washington (TV-Serie)
- 2019: Today (TV-Serie)